# 孔捷
孔捷（？—？），鲁国鲁县（今山东曲阜）人，孔子十四代孙，褒成君孔霸次子，褒成君孔福之弟，孔喜、孔光之兄。董贤受到汉哀帝宠信时，孔喜的叔父孔光对待董贤十分恭谨，汉哀帝知道后很高兴，封孔光哥哥的两个儿子为谏大夫、常侍。孔捷后官至校尉、诸曹。
有一子孔永。